# La Neptune

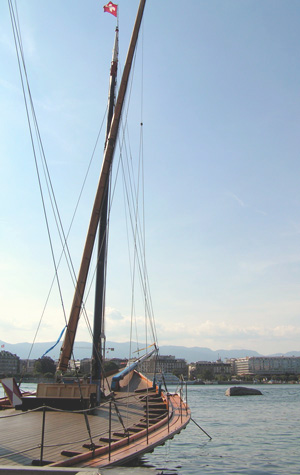
La Neptune em Genebra

La Neptune é uma das barca do Lemano construída em 1904 em Locum, próximo de Meillerie, local onde se encontrava a pedreira que forneceu o material para a construção dos cais de Genebra.
La Neptune foi comprada em 1971 pelo Estado de Genebra com a ideia de conservar um testemunho da navegação comercial no Lago Lemano, mas em 1976, o Estado de Genebra remeta a gestão da barca à  Fundação Neptune .

## História
Meio de transporte fácil e fiável as barcas do Lemano que são embarcações de grandes dimensões, aparecem no século XIII altura em que se desenvolve o transporte lacustre nesta zona. De dimensões diferentes das galés, o seu desenho é confiado a construtores de Nice realizadas a pedido dos Condes de Saboia .

## Características
- Velame : Vela latina
- Comprimento : 27,30 metros
- Largura : 8,50 metros
- Altura do mastros : 30 metros
- Carga útil : 120 toneladas
- Superfície total das velas : 275 m2
- Construção : madeira [1]

## Imagens
LA BARQUE "NEPTUNE" Clicar na imagem para entrar no álbum do sítio web

## Ligações Externas
«Sítio oficial»